# Yulius Aloysius Husin
Yulius Aloysius Husin MSF (ur. 15 sierpnia 1937 w Asa, zm. 13 października 1994) – indonezyjski duchowny katolicki, biskup diecezjalny Palangkaraya 1993-1994.

## Życiorys
Święcenia kapłańskie otrzymał 26 lipca 1964.
5 kwietnia 1993 papież Jan Paweł II mianował go biskupem diecezjalnym Palangkaraya. 17 października 1993 z rąk biskupa Franciscusa Prajasuta przyjął sakrę biskupią. Funkcję sprawował do swojej śmierci.
Zmarł 13 października 1994. 